# Avaí FC
Avaí Futebol Clube, of kortweg Avaí, is een voetbalclub uit de stad Florianópolis in Brazilië. Avaí speelt in de Série B. De club werd opgericht op 1 september 1923 en heeft als clubkleuren blauw en wit. De club staat bekend als o leão da ilha, de leeuw van het eiland, omdat haar thuisstad Florianópolis grotendeels op een eiland is gebouwd. Avaís grootste rivaal is Figueirense FC.

## Geschiedenis
De club werd opgericht nadat een zakenman met de naam Amadeu Horn een aantal jongens een gratis voetbaltenue had geschonken. Deze jongens vormden samen een team en speelden hun eerste wedstrijd tegen Humaíta, en won de wedstrijd ook nog. Op 1 september 1923 werd het team officieel een club toen in het huis van diezelfde Amadeu Horn de Avahy Foot-ball Club werd opgericht.
Avaí is de eerste kampioen van de staat Santa Catarina ooit (1924), en heeft bovendien in de twintigste eeuw meer staatskampioenschappen behaald dan welke club in Santa Catarina dan ook (13). In de afgelopen jaren is rivaal Figueirense echter dominant geweest in het staatskampioenschap, waardoor Avaí recordhouder af is. Ook is zij de eerste club uit de staat die een kampioenschap in een van de landelijke profcompetities behaalde: de Série C in 1998.
Avaí is bovendien in het bezit van de grootste overwinning ooit in het voetbal uit Santa Catarina: op 13 mei 1945 versloeg de ploeg tegenstander Paula Ramos met 21-3. Ook de twee grootste overwinningen in de finale van het staatskampioenschap staan op Avaís naam: In 1943 werd het 14-3 tegen América uit Joinville, en in 1945 9-2 tegen Caxias uit diezelfde stad.
In 1974, 1976, 1977 en 1979 speelde Avaí in de Séria A, de hoogste afdeling van het Braziliaans profvoetbal. Sinds 1999 speelt het in de Série B, waarin het in 2001 en 2004 tot in de nacompetitie reikte, maar er niet in slaagde te promoveren naar de Série A. In 2008 promoveren naar de Série A. In 2011 degradeerde de club weer. In 2014 kon de club opnieuw promoveren, sindsdien promoveerde of degradeerde de club jaar op jaar.

## Erelijst
Campeonato Brasileiro Série C (1)
1998
Campeonato Catarinense (18)
1924, 1926, 1927, 1928, 1930, 1942, 1943, 1944, 1945, 1973, 1975, 1988, 1997, 2009, 2010, 2012, 2019, 2021
Campeonato Catarinense, 2e Divisie (1)
1994
Copa Santa Catarina (1)
1995

## Bekende (ex-)spelers
- Zenon
- Maicon